# (31661) Eggebraaten
1999 HJ11 (asteroide 31661) é um asteroide da cintura principal. Possui uma excentricidade de 0.10618820 e uma inclinação de 4.74206º.
Este asteroide foi descoberto no dia 17 de abril de 1999 por LINEAR em Socorro.